# Pawel Andrejewitsch Karnauchow
Pawel Andrejewitsch Karnauchow (russisch Павел Андреевич Карнаухов; englische Transkription: Pavel Andreyevich Karnaukhov; * 15. März 1997 in Minsk, Belarus) ist ein russischer Eishockeyspieler, der seit 2016 beim HK ZSKA Moskau aus der Kontinentalen Hockey-Liga (KHL) unter Vertrag steht.

## Karriere
Pawel Karnauchow begann seine Karriere als Eishockeyspieler in seiner Heimatstadt in der Nachwuchsabteilung des HK Junost Minsk. Nachdem er in der Saison 2013/14 für Krasnaja Armija Moskau in der multinationalen Nachwuchsliga Molodjoschnaja Chokkeinaja Liga gespielt hatte, wechselte er zu den Calgary Hitmen, die ihn beim CHL Import Draft 2014 in der ersten Runde an Position 56 gezogen hatten, in die Western Hockey League. In dieser Zeit wurde er beim NHL Entry Draft 2015 in der fünften Runde als insgesamt 136. Spieler ausgewählt. Er kehrte jedoch 2016 nach Moskau zurück. Dort schloss er sich dem HK ZSKA Moskau an, der ihn bereits beim KHL Junior Draft 2014 als insgesamt achten Spieler gedraftet hatte. Seither spielt er für die Hauptstädter in der Kontinentalen Hockey-Liga. In den ersten Jahren war er auch für das Juniorenteam Krasnaja Armija Moskau in der MHL, die 2017 gewonnen wurde, und das Farmteam HK Swesda Tschechow in der Wysschaja Hockey-Liga aktiv gewesen. Mit ZSKA gewann er 2019, 2022 und 2023 den Gagarin-Pokal und die russische Meisterschaft.

### International
Mit der russischen Juniorenauswahl nahm Karnauchow an der U20-Weltmeisterschaft 2017 teil, bei der die Bronzemedaille errungen wurde.
Im Seniorenbereich debütierte er für Russland bei der Weltmeisterschaft 2021 und belegte dabei mit dem Team den fünften Platz. Anschließend gewann er mit der Sbornaja unter neutraler Flagge bei den Winterspielen 2022 die Silbermedaille.

## Erfolge und Auszeichnungen
- 2017 Gewinn der Molodjoschnaja Chokkeinaja Liga mit Krasnaja Armija Moskau
- 2019 Gagarin-Pokal-Gewinn und Russischer Meister mit dem HK ZSKA Moskau
- 2022 Gagarin-Pokal-Gewinn und Russischer Meister mit dem HK ZSKA Moskau
- 2023 Gagarin-Pokal-Gewinn und Russischer Meister mit dem HK ZSKA Moskau

### International
- 2017 Bronzemedaille bei der U20-Weltmeisterschaft
- 2022 Silbermedaille bei den Olympischen Winterspielen

## Karrierestatistik
Stand: Ende der Saison 2023/24

### International
| Vertrat Russland bei: - U20-Weltmeisterschaft 2017 - Weltmeisterschaft 2021 | Vertrat das Russische Olympische Komitee bei: - Olympischen Winterspielen 2022 |

(Legende zur Spielerstatistik: Sp oder GP = absolvierte Spiele; T oder G = erzielte Tore; V oder A = erzielte Assists; Pkt oder Pts = erzielte Scorerpunkte; SM oder PIM = erhaltene Strafminuten; +/− = Plus/Minus-Bilanz; PP = erzielte Überzahltore; SH = erzielte Unterzahltore; GW = erzielte Siegtore; 1 Play-downs/Relegation; Kursiv: Statistik nicht vollständig)